# 상트페테르부르크 타임스
상트페테르부르크 타임스(St. Petersburg Times)는 상트페테르부르크에서 발간되는 영어 신문으로, 1주일에 2회씩 발간된다. 외국으로 이주한 러시아인, 관광객, 러시아로 찾아오는 외국인에게 배포한다. 1993년 5월에 출판되었다. 같은 출판물인 모스크바 타임스는 인디펜던트 미디어가 소유하고 있다.